# Marcel Vidal
Pour les articles homonymes, voir Vidal.
Marcel Vidal, (né le 7 mars 1940 à Montpellier et mort dans la même ville le 8 juillet 2006 des suites d'un cancer) est un viticulteur, oléiculteur et homme politique français.

## Biographie
Élu sous l'étiquette du Parti socialiste, conseiller général du canton de Clermont-l'Hérault de 1967 à 2004, maire de Nébian de 1967 à 1971, maire de Clermont-l'Hérault de 1971 à 2001 et sénateur de l'Hérault du 28 septembre 1980 à sa mort.
Il avait en 2005 quitté le Parti socialiste déçu et était depuis sénateur apparenté au groupe socialiste. Son suppléant Robert Tropéano lui succède.
Il est inhumé au cimetière de Nébian (Hérault).